# 上野ラジオ中継局

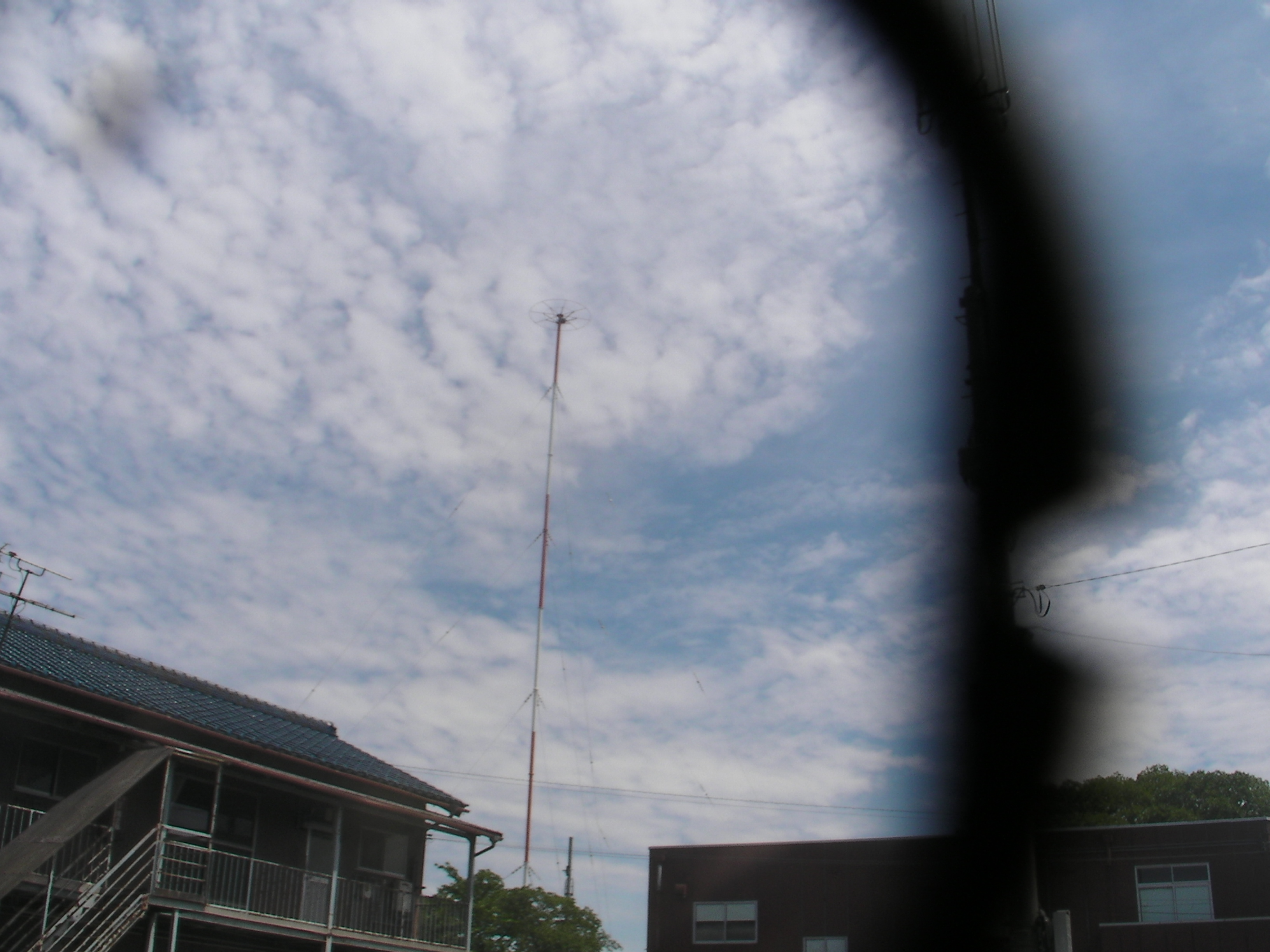
NHK上野中継放送所

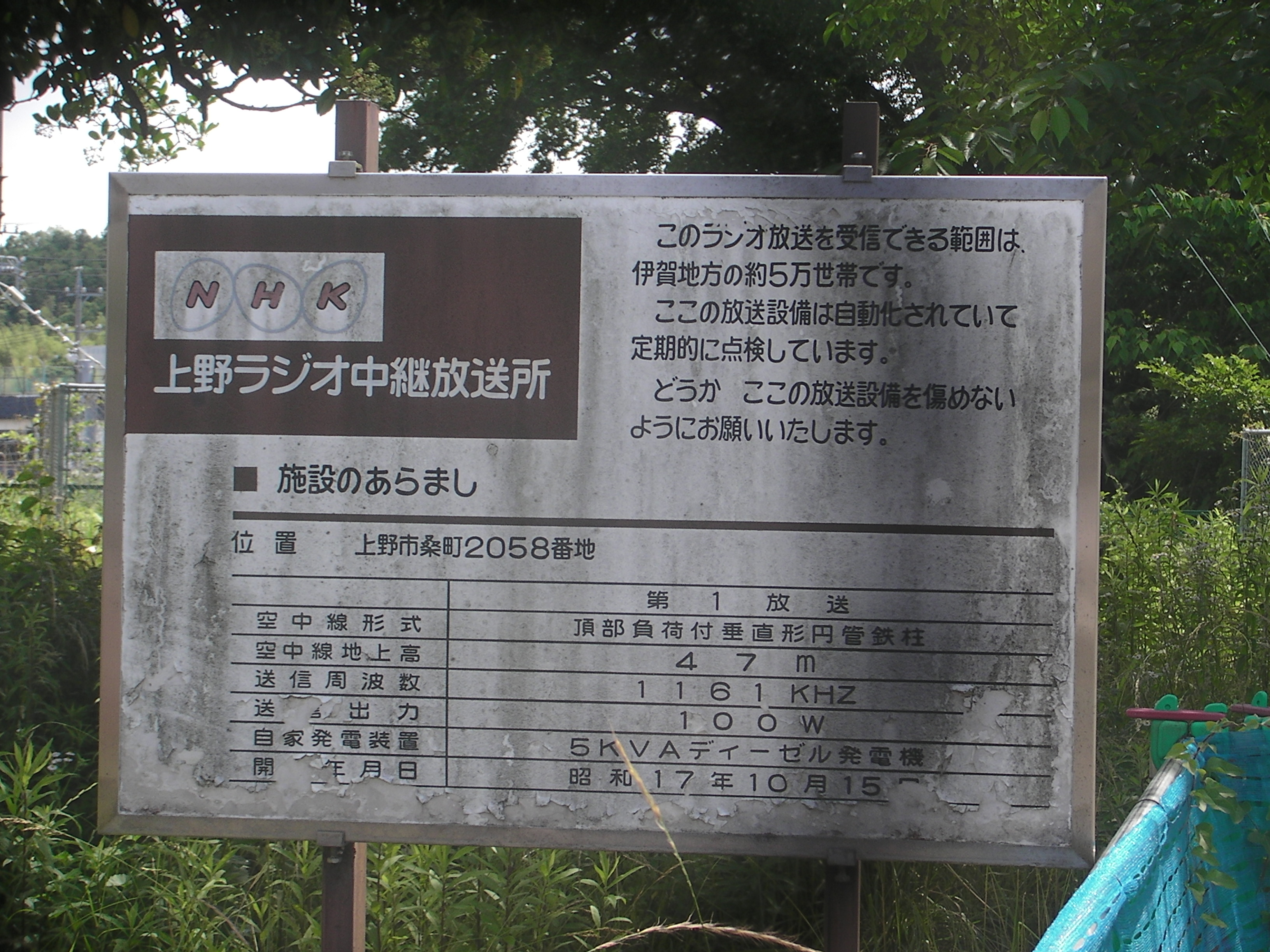
NHK上野放送所の看板

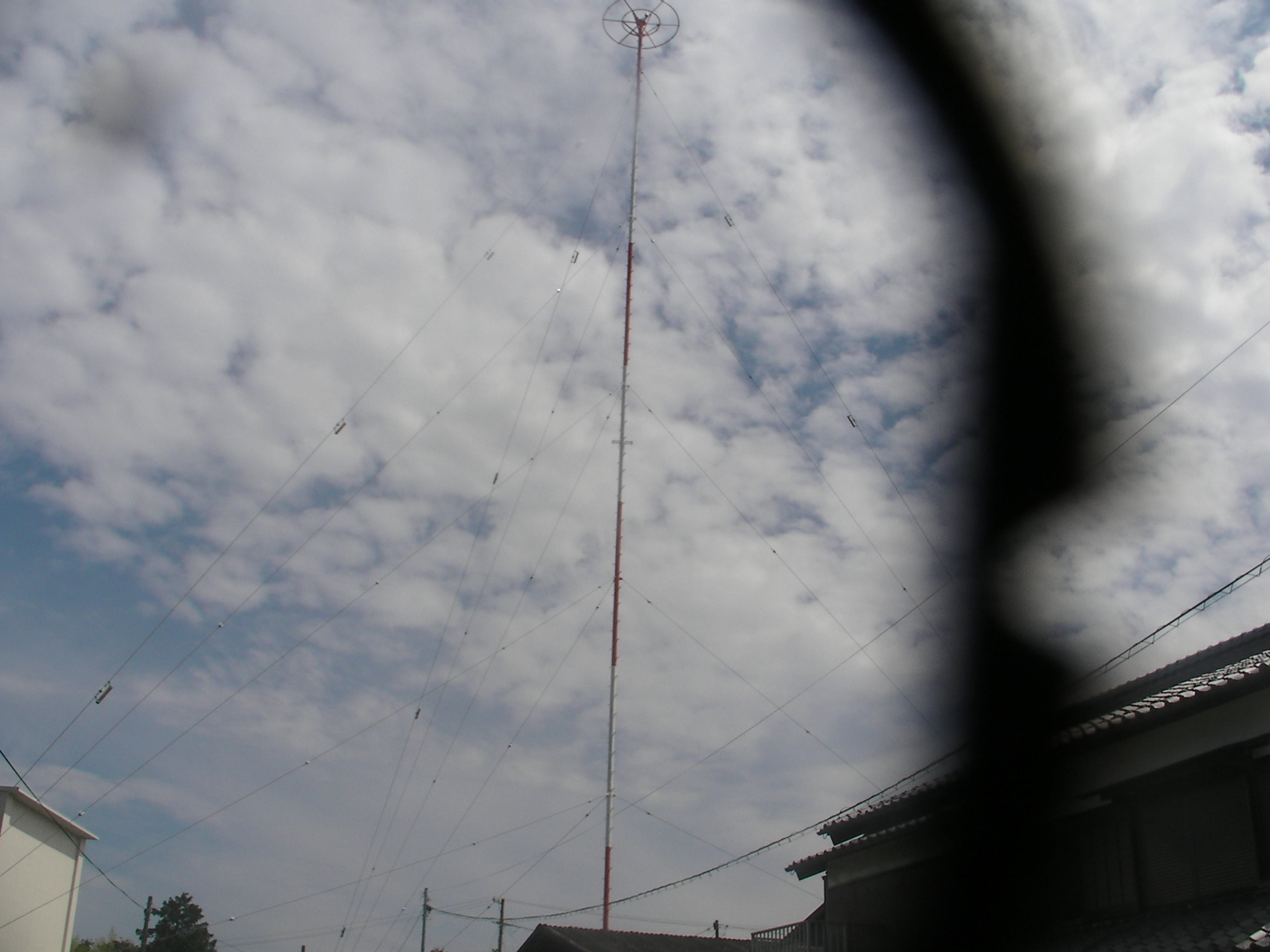
東海ラジオ放送上野放送局

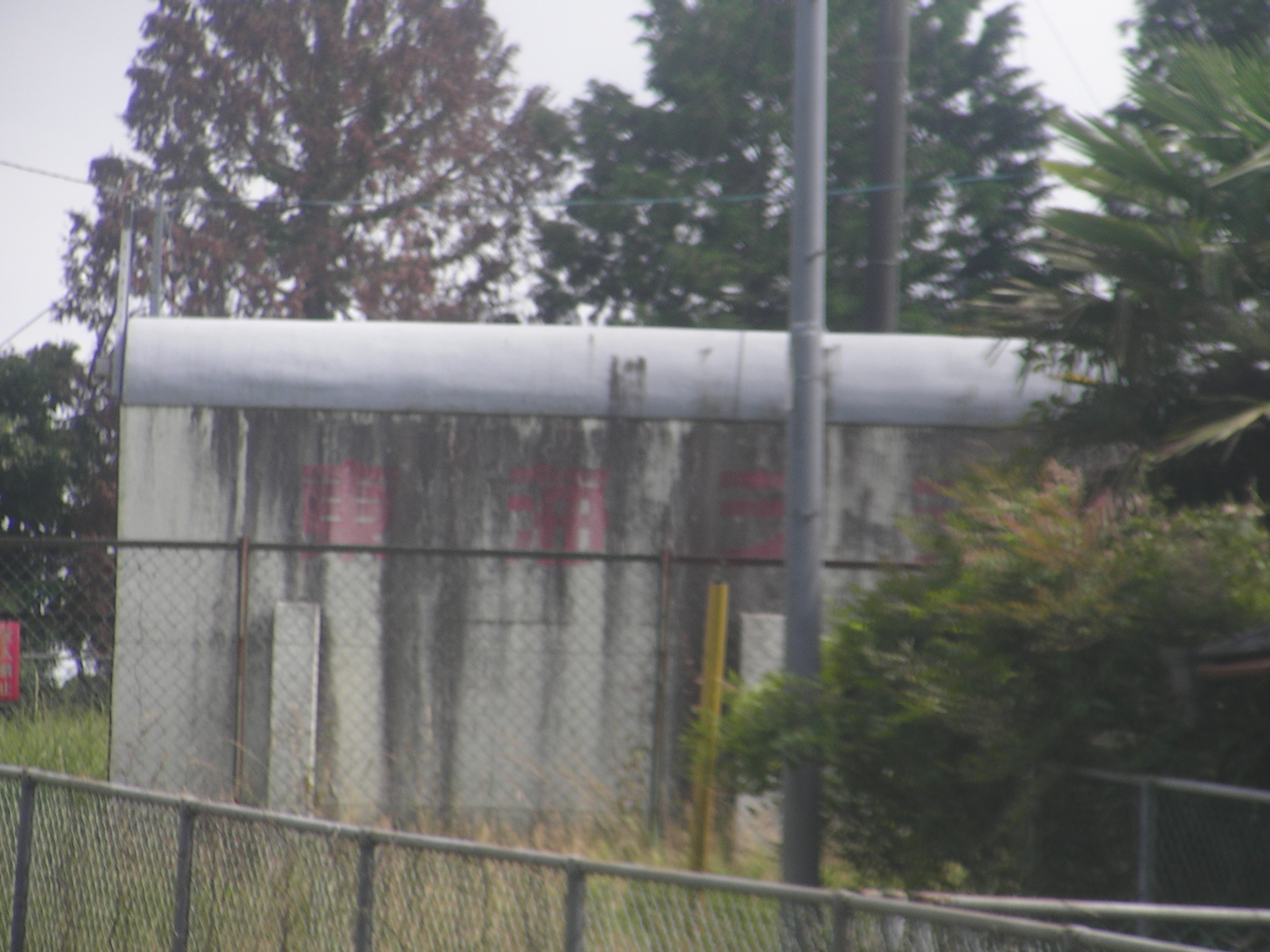
東海ラジオ放送 局舎

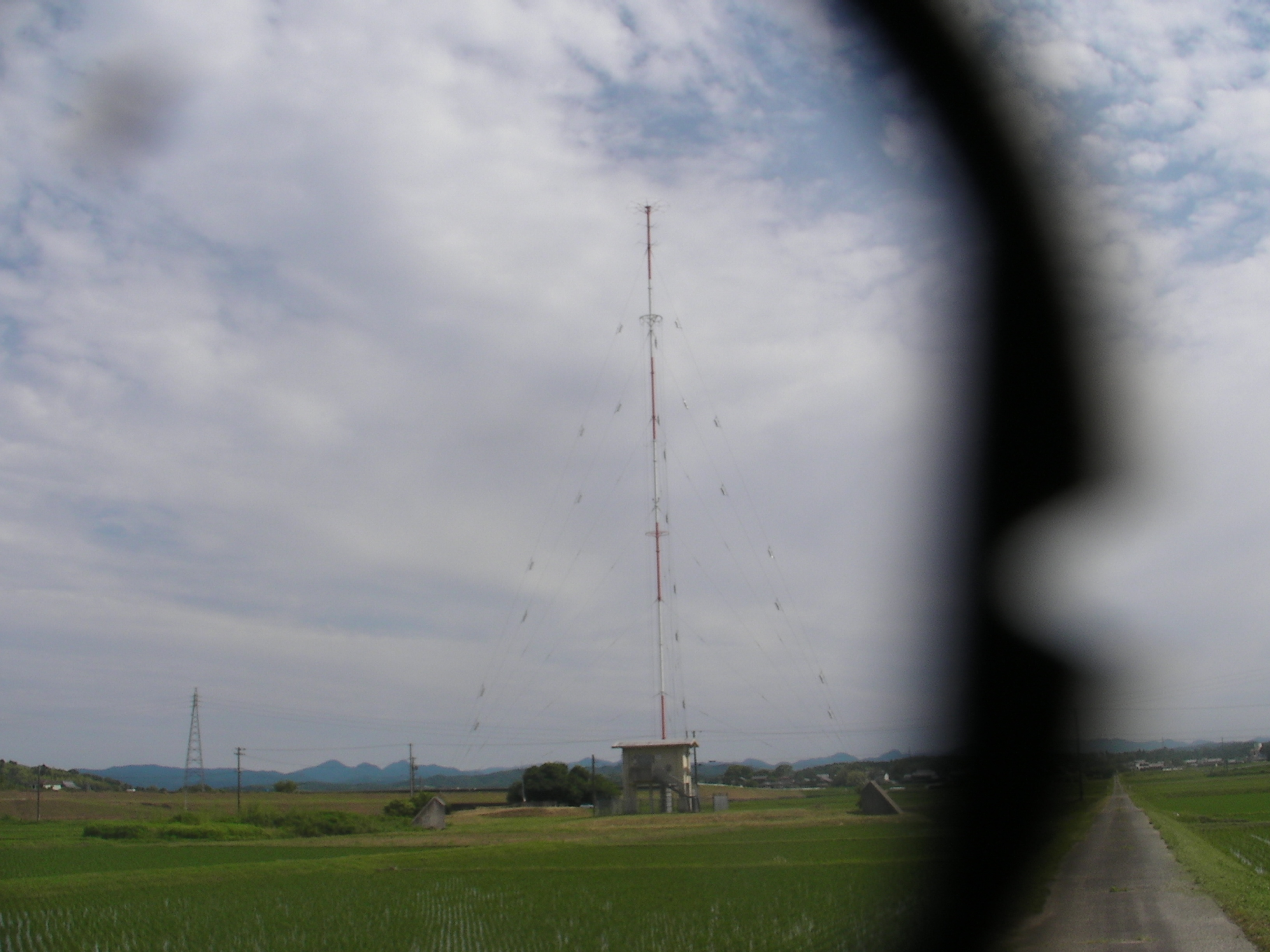
CBCラジオ上野放送局

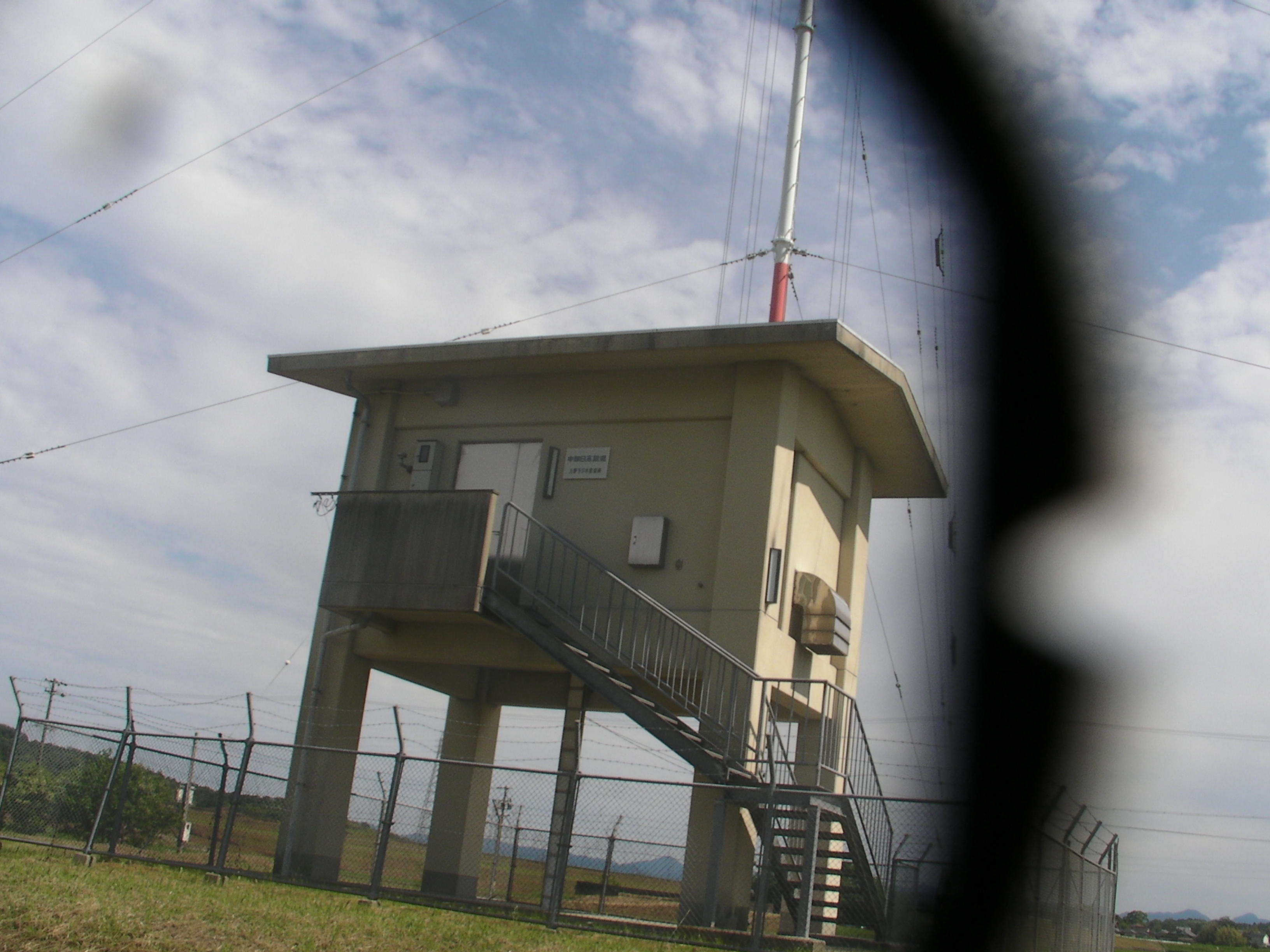
CBCラジオ 局舎

上野ラジオ中継局（うえのラジオちゅうけいきょく）は、三重県伊賀市に置かれているAMラジオの中継局。

## 中継局概要
| 周波数  | 放送局名          | 呼出符号 | 空中線 電力 | 放送対象 地域 | 放送区域 内世帯数 | 運用開始日      |
| ------- | ----------------- | -------- | ----------- | ------------- | ----------------- | --------------- |
| 1161kHz | NHK 名古屋第1     | なし     | 100W        | 中京広域圏    | 約50,000世帯      | 1942年 10月15日 |
| 1485kHz | CBCラジオ         | なし     | 100W        | 中京広域圏    | 約50,000世帯      | 1968年 6月1日   |
| 1557kHz | SF 東海ラジオ放送 | なし     | 100W        | 中京広域圏    | 約50,000世帯      | 1956年 4月29日  |

運用休止中
| 周波数  | 放送局名          | 呼出符号 | 空中線 電力 | 放送対象 地域 | 放送区域 内世帯数 | 運用開始日     |
| ------- | ----------------- | -------- | ----------- | ------------- | ----------------- | -------------- |
| 1557kHz | SF 東海ラジオ放送 | なし     | 100W        | 中京広域圏    | 約50,000世帯      | 1956年 4月29日 |

- 東海ラジオ放送は、AMラジオ放送のFM転換を見据え、総務省による実証実験として、2024年7月1日から中継局の運用休止をしている（〜2026年9月30日）[5]。

## 所在地
- NHK：伊賀市上野桑町2058 「国土交通省 中部地方整備局 北勢国道事務所 上野維持出張所」北側
- CBC：伊賀市朝屋[2] 「木津川清水排水樋門」西側
- SF：伊賀市緑ヶ丘西町[4] 「三重県立伊賀白鳳高等学校」西隣

## 放送エリア
- 名古屋親局からの電波が届きにくい伊賀市・名張市周辺をカバーしている。
- NHK第2放送の中継局は設置されておらず、大出力局の大阪第2放送送信所などの聴取に頼ることになる。

## 歴史
- 1942年10月15日 - 社団法人日本放送協会・名古屋中央放送局（現・NHK名古屋放送局）上野臨時放送所が開所（第1放送、出力50W、呼出符号なし）。
- 1945年10月26日 - 上野臨時放送所、上野中継放送所に改称。
- 1946年9月1日 - NHK上野中継放送所の呼出符号がJOCK4に決定。
- 1948年7月1日 - NHK上野中継放送所の呼出符号がJOCTに変更（1967年11月1日、呼出符号廃止）。
- 1956年4月29日 - RMCラジオ三重（現・SF東海ラジオ放送）伊賀上野放送局（呼出符号JOXO、周波数1460kc（kHzと同義）、出力100W）が開局。
- 1956年10月1日 - RMCラジオ三重・伊賀上野放送局の周波数が1560kcに変更。
- 1956年12月10日 RMCラジオ三重が社名をKTB近畿東海放送に変更。
- 1960年4月1日 KTB近畿東海放送と岐阜県のRTCラジオ東海が会社合併してSF東海ラジオ放送となり、東海3県での放送を開始。
- 1968年6月1日 - CBC中部日本放送（現・CBCラジオ）上野中継局が開局。
- 1978年11月23日 AMラジオ放送の周波数が、10kHz間隔から9kHz間隔に変更された。当中継局の各放送局の周波数も、現在の周波数に変更された。
- 2024年7月1日 SF東海ラジオ放送は、AMラジオ放送の FM転換を見据え、総務省による実証実験として、この日から中継局を運用休止（〜2026年9月30日）[5][6]。